# Mongomo
Mongomo o també Mongomo de Guadalupe és un municipi de Guinea Equatorial, de la província de Wele-Nzas a la Regió Continental. Es troba a uns 4 kilòmetres de la frontera amb el Gabon. El 2005 tenia 53.510 habitants, d'ells 49.710 autòctons i uns 3.800 treballadors xinesos que resideixen en la localitat pagats per l'empresa Dalian China.

## Comunicacions
Compta amb un aeroport intercontinental, amb connexions amb el Camerun, Etiòpia, Sud-àfrica i altres països africans.

## Esports
L'esport més popular és el futbol, esport en el qual la ciutat té dos equips, el Deportivo Mongomo i el Real Castel que juguen en la Primera Divisió de Guinea Equatorial, organitzada per la Federació Equatoguineana de Futbol (FEGUIFUT). Fou una de les ciutats amfitriones de la Copa d'Àfrica de Nacions 2015.

## Persones il·lustres
Mongomo és el lloc d'origen de l'actual president Teodoro Obiang Nguema Mbasogo qui va néixer a Akoacam, situada al districte de Mongomo, i es va criar a Mongomo. El seu familiar i antecessor en el càrrec, Francisco Macías Nguema, va ser alcalde de la ciutat. Per això, al seu clan familiar de vegades se l'anomena clan de Mongomo.

## Tecnologia i estudis
En Mongomo es va crear la primera i única universitat d'hostaleria a Guinea Equatorial. També destaca per tenir la seu de l'Institut Nacional de Tecnologia d'Hidrocarburs de Guinea Equatorial (INTHGE).